# Яблонский (хутор)
Яблонский — хутор в Иловлинском районе Волгоградской области России. Входит в состав Новогригорьевского сельского поселения. Население 63 чел. (2010).

## История
В соответствии с Законом Волгоградской области от 14 марта 2005 года № 1027-ОД «Об установлении границ и наделении статусом Иловлинского района и муниципальных образований в его составе», хутор вошёл в состав образованного Новогригорьевского сельского поселения.

## География
Расположен на в центральной части региона, в степной зоне, в междуречье рек Дон, Иловля и Волга на Донской гряде в южной части Приволжской возвышенности.
Уличная сеть состоит из одного географического объекта: ул. Придорожная.
Абсолютная высота 46 метров над уровнем моря.

## Население
| 2010 |
| ---- |
| 63   |

Гендерный состав
По данным Всероссийской переписи населения 2010 года в гендерной структуре населения из 63 человек мужчин — 35, женщин — 28 (55,6 и 44,4 % соответственно).
Национальный состав
Согласно результатам переписи 2002 года, в национальной структуре населения
чеченцы составляли 79 % из общей численности населения в 70 чел..

## Инфраструктура
Обслуживание дорожной инфраструктуры.

## Транспорт
Стоит на автодороге муниципального значения.